# توخومیریتسه
توخومیریتسه (به چکی: Tuchoměřice) یک منطقهٔ مسکونی در جمهوری چک است که در شهرستان پراگ-غرب واقع شده‌است. توخومیریتسه ۱٬۳۳۲ نفر جمعیت دارد.